# Bucey-lès-Traves
Bucey-lès-Traves – miejscowość i gmina we Francji, w regionie Burgundia-Franche-Comté, w departamencie Górna Saona.
Według danych na rok 1990 gminę zamieszkiwało 101 osób, a gęstość zaludnienia wynosiła 36 osób/km² (wśród 1786 gmin Franche-Comté Bucey-lès-Traves plasuje się na 642. miejscu pod względem liczby ludności, natomiast pod względem powierzchni na miejscu 974.).